# 엘리자베스 몽고메리

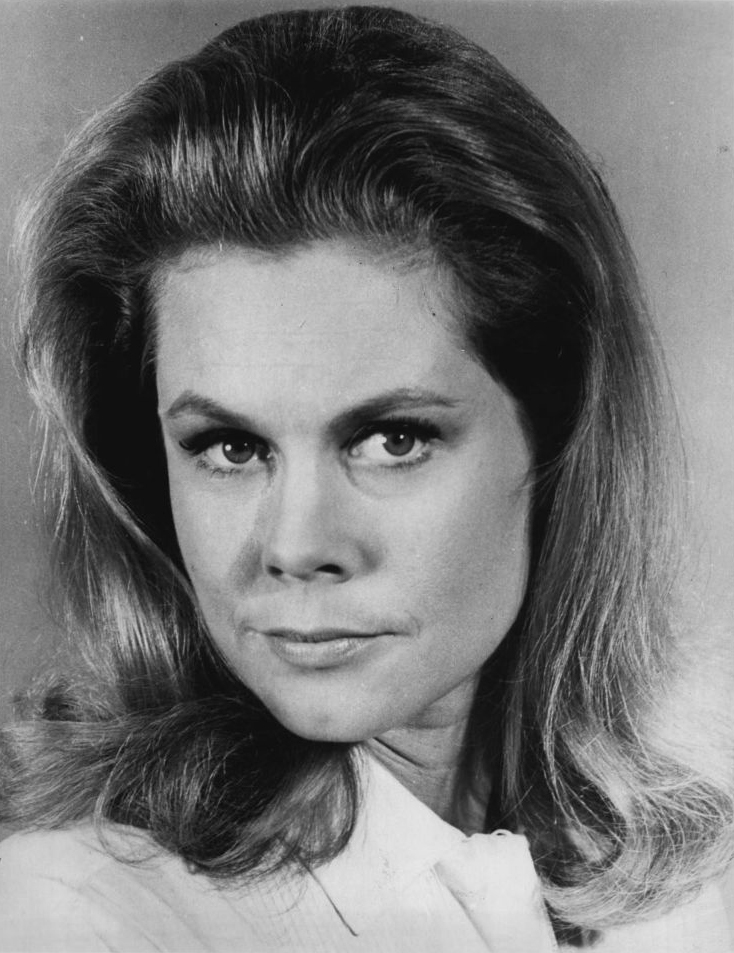

엘리자베스 몽고메리(Elizabeth Victoria Montgomery, 1933년 4월 15일 ~ 1995년 5월 18일)는 미국의 배우, 성우이다. 캘리포니아 할리우드에서 태어났으며 베벌리힐스에서 대장암으로 사망하였다.

## 출연 작품
- 파나마 사기극 (1992년)
- 벨 스타 (1980년)
- 샌프란시스코의 이혼녀 (1979년)
- 배신의 그림자 (1977, A Killing Affair)
- 하우 투 스터프 어 와일드 비키니 (1965년)
- 후즈 빈 슬리핑 인 마이 베드? (1963년)
- 해변 파티 (1963년)
- 빌리 밋첼의 군사법원 (1955년)

### 텔레비전
- 스튜디오 원 (1955-58)
- 아내는 요술쟁이 (1964-72) - 서맨사 스티븐스 / 세리나 역